# موريس د. أوكونيل
موريس د. أوكونيل (بالإنجليزية: Maurice D. O'Connell)‏ هو محامي أمريكي، ولد في 23 أبريل 1839، وتوفي في 26 أغسطس 1922.